# Pomarède
Pomarède är en kommun i departementet Lot i regionen Occitanien i södra Frankrike. Kommunen ligger i kantonen Cazals som tillhör arrondissementet Cahors. År 2022 hade Pomarède 190 invånare.

## Befolkningsutveckling
Antalet invånare i kommunen Pomarède
| Referens: INSEE |